# Onkisaari (ö i Kajanaland, Kehys-Kainuu, lat 64,44, long 29,54)
Onkisaari är en ö i Finland. Den ligger i sjön Lipukkajärvi och i kommunen Kuhmo i den ekonomiska regionen  Kehys-Kainuu  och landskapet Kajanaland, i den centrala delen av landet, 500 km nordost om huvudstaden Helsingfors. Öns area är 0,7 hektar och dess största längd är 140 meter i öst-västlig riktning.